# Acide okadaïque
L'acide okadaïque est un polyéther de l'acide gras C38[réf. nécessaire].
C'est l'une des phycotoxines (toxines produites par certaines espèces phytoplanctoniques) ; par les Dinoflagellés, notamment du genre Dinophysis. C'est une neurotoxine et surtout une toxine diarrhéique (en anglais DSP, pour « Diarrheic Shellfish Poison »). Il peut être bioconcentré dans l'hépatopancréas des moules ou dans d'autres organismes marins filtreurs et alors devenir des facteurs d'intoxications alimentaires (sans qu'il y ait besoin de la présence de l'algue elle-même). 
Les intoxications alimentaires se produisent à partir 2 μg de toxine par gramme de chair fraîche (de moule...), généralement au moment ou peu après des épisodes d'efflorescence algale souvent aux changements de saison (printemps, automne). On a récemment montré qu'à des taux infradiarrhéiques, cette toxine est cytotoxique et génotoxique et qu'en présence de métaux lourds ou d'aluminium sa cytotoxicité est renforcée.

## Histoire, étymologie
Il porte ce nom parce qu'il a d'abord été identifié et isolé dans une éponge Halichondria okadai. Il a ensuite été isolé dans une autre éponge Halichondria malanodocia, comme cytotoxine avant qu'on ne se rende compte qu'il était concentré dans certains organismes (coquillages, éponges) mais qu'il était initialement synthétisé par des dinoflagellés marins.

## Effets toxiques
L'administration d'acide okadaïque augmente fortement la sécrétion d'une neurotrophine (nerve growth factor ou NGF), et promeut aussi l'augmentation de transcription de la NGF ainsi qu'une stabilité de l'ARNm dans des cultures primaires d'astrocytes corticaux
La cytotoxicité de l'acide okadaïque mesurée en EC50 contre les lignées cellulaires, le P388 et L1210 sont respectivement de 1,7 et 17 nanomoles.[pas clair]

De plus, l'acide okadaïque inhibe fortement les protéines sérine / thréonine phosphatase 1, 2A et 2B 
L'effet inhibiteur de l'acide okadaïque est le plus fort pour la 2A, puis pour la 1 et ensuite la 2B.

La constante de dissociation de l'inhibition sur la protéine sérine / thréonine phosphatase 2A est de 30 picomole.

## Synergies
IFREMER et l'université de Bordeaux ont constaté que les mollusques responsables des intoxications étaient également souvent pollués par les métaux (cadmium, plomb, mercure, aluminium, cuivre, à des taux dépassant parfois les concentrations hebdomadaires tolérables ;

Des tests en laboratoire ont montré que ces métaux - aux taux où ils sont présents dans les moules) aggravent la cytotoxicité de l'acide okadaïque, à des doses de quelques nanogrammes, c'est-à-dire bien inférieur aux taux limitant la vente (2 µg/g de chair fraiche)

## Toxicité
On a récemment montré qu'outre son action délétère sur le système digestif, l'acide okadaïque est :
- cytotoxique
- un promoteur de tumeur,
- un inhibiteur de synthèse protéique et de l'ADN,
- un génotoxique,
- un générateur de stress oxydant,
- il traverse la barrière placentaire.

## Symptômes et conséquences
L'absorption de faibles doses d'acide okadaïque provoque deux types de symptômes :
- troubles neurologiques
- troubles gastrointestinaux ; apparition rapide de diarrhée et vomissements (en 30 min à 2 heures après l'ingestion de coquillages contaminés), rétrocédant spontanément en 2 à 3 jours, sans séquelles.

## Prévalence
Les intoxications repérées le sont dans presque tous les pays littoraux de l'hémisphère nord.
En France, elles ont été d'abord repérées dans la baie de la Vilaine et sur la côte normande (3300 intoxication en 1983), puis en Méditerranée (400 cas enregistrés en 1985).

## Valeurs réglementaires et surveillance
Elles étaient de 160 µg/kg.[réf. nécessaire]

Elles sont maintenant en France de 40 ng/kg de chair fraiche pour les fruits de mer.[réf. nécessaire]
La production et la pêche des coquillages comestibles sont, dans la plupart des pays, placées sous le contrôle d'une autorité, chargée de la surveillance des eaux marines et des coquillages produits, afin de garantir l'innocuité des denrées (Affaires Maritimes et Services Vétérinaires en France, avec l'appui technique de l'IFREMER). Les analyses sont par exemple faites en "chromatographie liquide haute performance" de Lee et coll, avec détecteur fluorimétrique.